# Edvard Johnsson
Seth Edvard Julius Johnsson, född 1 januari 1870 i Drothems församling, Östergötlands län, död 1937 i Stockholm,  var en svensk ingenjör. 
Johnsson blev 1888 elev vid Tekniska elementarskolan i Norrköping, där han avlade avgångsexamen 1891. Han var anställd vid arbeten på Göta kanal 1891–1893 och vid hamn- och järnvägsundersökningar i Östergötland 1894; tillförordnad kanalbyggmästare på östra linjen av Göta kanal 1895–1896, anställd vid Göteborgs stads byggnadskontor 1897, vid Kinnekulle–Lidköpings järnvägsbyggnad samma år, vid Arboga stads vatten- och avloppsanläggning samma år och vid Skara stads vatten- och avloppsanläggning 1898–1899, biträde vid triangelmätning av Skara stad 1900 och stadsingenjör i Falu stad från 1901.